# کریستوفر آگورسور
کریستوفر آگورسور (انگلیسی: Christopher Agorsor؛ زادهٔ ۱ سپتامبر ۱۹۹۰) بازیکن سابق فوتبال اهل ایالات متحده آمریکا است. پس از خداحافظی از بازی فوتبال، او یک شرکت سرمایه‌گذاری خصوصی مستقر در واشینگتن دی سی تأسیس کرد.
وی در تیم ملی فوتبال زیر ۱۸ سال ایالات متحده بازی کرده است.